# Antodynerus punctatipennis
Antodynerus punctatipennis är en stekelart som först beskrevs av Henri Saussure 1852.  Antodynerus punctatipennis ingår i släktet Antodynerus och familjen Eumenidae. Inga underarter finns listade i Catalogue of Life.